# Дельгадо, Хосе Мануэль Родригес
Хосе́ Мануэ́ль Родри́гес Дельга́до (исп. Jose Manuel Rodriguez Delgado; 8 августа 1915, Ронда, Испания — 15 сентября 2011, Сан-Диего, Калифорния, США) — испанский учёный нейробиолог, нейрофизиолог, член Нью-Йоркской академии наук.

## Биография
Родригес Дельгадо родился 8 августа 1915 года в городе Ронда, в провинции Малага, Испания.
Отец Дельгадо был глазным врачом, и Хосе планировал пойти по его стопам, однако, когда он познакомился с сочинениями Сантьяго Рамон-и-Кахаля лауреата Нобелевской премии 1906 года, а также после того, как провел некоторое время в лаборатории физиологии, увлёкшись «многими загадками мозга» он предпочёл нейробиологию офтальмологии.
В 1935 году он поступил в Мадридский университет, который окончил в 1940 году получив степень доктора медицины. С 1940 по 1946 год преподавал физиологию в медицинской школе в Мадриде. В 1942—1946 гг. адъюнкт-профессор Мадридского университета.
Во время гражданской войны в Испании он присоединился к республиканской стороне и будучи студентом-медиком служил в медицинском корпусе. Родригес Дельгадо провел в концлагере в течение пяти месяцев после окончания войны. После лагеря он должен был подтвердить степень магистра, а затем получил степень доктора философии в Мадридском Институте Рамон-и-Кахаля.
В 1946 году Родригес Дельгадо получил стипендию в Йельском университете на кафедре физиологии под руководством Джона Фаркуара Фултона. В 1950 году Родригес Дельгадо занял должность в отделе физиологии, который в то время возглавлял Джон Фултон. К 1952 году он соавтор своей первой работы по имплантации электродов в мозг человека.. В 1955 году был избран профессором физиологии и психиатрии.
В 1974 году Виллар Паласи, испанский министр здравоохранения обратился к Родригесу Дельгадо с просьбой помочь организовать новую медицинскую школу в Автономном университете Мадрида. Родригес Дельгадо принял предложение Паласи и переехал в Испанию вместе с женой и двумя детьми. Работал профессором отделения физиологии Национального центра имени Сантьяго Рамон-и-Кахаля, одновременно с этим заведовал отделением физиологии в Медицинской школе Автономного университета. В начале 1990-х годов ушёл на пенсию и переехал в США со своей женой Кэролайн проведя последние годы жизни в Сан-Диего, Калифорния, где и скончался 15 сентября 2011 года .

## Научная деятельность

### Редакторская деятельность
- 1964—1970 — Редактор научного обозрения International Review of Neurobiology.

### Избранные сочинения
- Evolution of physical control of the brain, N. Y., 1965
- Physical control of the mind, N. Y., 1969: рус. пер. — Дельгадо Х. М. Р. Мозг и сознание. — М.: Мир, 1971. — 266 с.
- Delgado JMR. Permanent implantation of multilead electrodes in the brain. Yale J Biol Med. 1952;24:351-358. [PMC free article] [PubMed]
- Delgado JMR. Physical control of the mind: toward a psychocivilized society. New York City: Harper and Row; 1970.
- Delgado JMR. Toros Radiodirigidos, Una experiencia científica con el toro de lidida. In: de Cossío José María., editor. Los toros. tratado técnico e histórico (Vol 7 of 9) Tauromaquia. Espasa-Calpe, S.A; 1981.
- Permanent implantation of multilead electrodes in the brain, Yale J. Biol. Med., v. 24, p. 351, 1952;
- Effect of brain stimulation on task-free situations, в кн.: The physiological basis of mental activity, ed. by R. H. Peon, p. 260, Amsterdam, 1963;
- Free behavior and brain stimulation, Int. Rev. Neurobiol., v. 6, p. 349, 1964;
- Evolution of physical control of the brain, N. Y., 1965;
- Aggressive behavior evoked by radio stimulation in monkey colonies, Amer. Zoologist, v. 6, p. 669, 1966;

### Членство в обществах
- Член Нью-Йоркской академии наук.
- Член ряда других научных обществ.

## Награды и премии
- Удостоен ряда научных наград.